# Dassault Falcon 10
El Dassault Falcon 10 es un avión de negocios diseñado por el fabricante aeronáutico francés Dassault Aviation. A pesar de su numeración, no fue el primer avión de la familia Dassault Falcon, sino que es un derivado del Dassault Falcon 20 a menor tamaño.

## Variantes
Minifalcon
Nombre original del Dassault Falcon 10.
Falcon 10
Avión de negocios.
Falcon 10MER
Avión de transporte y comunicación para la Armada Francesa.
Falcon 100
Versión de reemplazo del Falcon 10. La Serie 100 ofrecía un mayor peso máximo al despegue, un mayor compartimento de carga, y cabina digitalizada.

## Operadores
Francia
- Marina Francesa

 Marruecos
 España
- Atlas Executive Air

### Desarrollos relacionados
- Dassault Falcon 10
- Dassault Falcon 100

### Aeronaves similares
- Aerospatiale Corvette
- Hawker 800

### Secuencias de designación
- Aviones civiles de Dassault Aviation: Falcon 7X · Falcon 10 · Falcon 20 · Falcon 30 · Falcon 50 · Falcon 100 · Falcon 200 · Falcon 900 · Falcon 2000 · Mercure · Mystere 10 · Mystere 20